# Wettelijk vertegenwoordiger
In Nederland vertegenwoordigt een wettelijk vertegenwoordiger een minderjarige bij rechtshandelingen.
In België bestaan er meerdere functionele indelingen. 

## België
Een wettelijk vertegenwoordiger of kortweg vertegenwoordiger is een natuurlijk persoon die:
- een onderneming gemachtigd vertegenwoordigt, bijvoorbeeld de bestuurder van een holding die ook zetelt als vertegenwoordiger van die holding in een dochteronderneming
- bij een minderjarig niet-ontvoogd kind - na het huwelijk of gerechtelijke toekenning mogen ontvoogde kinderen zelfstandige handelsdaden stellen. 
  - de ouder is van het kind.
  - de voogd is van het kind
- optreedt in de plaats van iemand die niet langer bekwaam is om beslissingen te nemen, bijvoorbeeld voor comapatiënten of wilsonbekwame personen zoals bij ernstige dementie

Wanneer een wettelijk vertegenwoordiger via een vonnis van het vredegerecht wordt benoemd dan wordt die een bewindvoerder genoemd. 

## Nederland
Aangezien minderjarigen handelingsonbekwaam en derhalve niet in staat om zelfstandig onaantastbare rechtshandelingen te verrichten, kan het geen rechtshandelingen verrichten zonder dat de toestemming van de wettelijke vertegenwoordiger verondersteld kan worden. Bovendien stelt de wet aan sommige rechtshandelingen de eis dat deze expliciet door de wettelijke vertegenwoordiger worden gesteld. Bijvoorbeeld het aangaan van arbeidscontracten of grotere financiële beslissingen.
Voor wettelijke vertegenwoordiging komen alleen specifieke personen in aanmerking, en dit is ook in de wet vastgelegd:
- de ouders
- een ouder en een stiefouder in het geval van gezamenlijk gezag
- een voogd